# Duygu Bugur
Duygu Bugur est une karatéka allemande née le 13 juin 1991 à Berlin. Elle a remporté la médaille d'argent en kumite moins de 50 kg aux championnats du monde de karaté 2014 à Brême puis une médaille de bronze dans la même catégorie aux championnats d'Europe de karaté 2015 à Istanbul.